# Sabbie di Capri
Sabbie di Capri est une pizzeria de Wurtzbourg, dans le quartier de la vieille ville. Elle ouvre le 24 mars 1952 et est considérée comme la première pizzeria d'Allemagne.

## Histoire
Nicolino di Camillo (1921-2015) émigre de Chieti en Bavière avec l'armée américaine en 1946, où il travaille comme employé de cuisine. Avec sa future épouse, Janine Schmitt de Wurtzbourg, il ouvre sa pizzeria le 24 mars 1952 dans l'Elefantengasse à Wurtzbourg en tant qu '"établissement de bière et de restauration" avec le nom supplémentaire "Capri". Ils avaient écrit "Sabbie di Capri" sur le mur extérieur, ce qui signifie en italien Sable de Capri et est conçu comme un lien linguistique entre l'île italienne de Capri et la Sanderstraße voisine à Wurtzbourg.
Au début, presque seuls les soldats américains sont les clients du restaurant, mais au fil du temps, les Allemands s'intéressent à la cuisine italienne. En 1956, le couple qui dirige l'hôtel installe en sous-sol une réplique de la Grotte Bleue, une grotte de l'île de Capri. La salle du sous-sol donne naissance au nom du restaurant Capri und Blaue Grotte.